# Dieter Nohlen
Dieter Nohlen (Oberhausen, 6 de noviembre de 1939) es un académico y politólogo alemán. Actualmente es profesor emérito de Ciencia Política en la Facultad de Ciencias Económicas y Sociales de la Universidad de Heidelberg. Es experto en el área de sistemas electorales y desarrollo político, en la cual ha publicado varios libros.

## Biografía
En noviembre de 2010 la Universidad de Buenos Aires le entregó un diploma y una medalla que lo reconocen como doctor honoris causa. Ese mismo año también fue reconocido como doctor honoris causa por la Pontificia Universidad Católica del Perú.

## Obra
- Sistemas electorales en el mundo (en alemán, 1978)
- Léxico de políticas (siete volúmenes)
- Elecciones y Sistemas Electorales (1996)
- Elecciones en África: Manual de datos (coescrito con Michael Krennerich y Bernhard Thibaut en 1999)
- Elecciones en Asia y el Pacífico: Manual de datos (coescrito con Florian Gotz y Christof Hartmann en 2001)
  -  Volumen 2: Sudeste Asiático, Extremo Oriente, y el Pacífico (2002), ISBN 0199249598
- Participación electoral desde 1945: Un Informe Global (coescrito con Bengt Salvar-Soderbergh en 2002)
- Sistemas partidistas y leyes electorales (2004)
- Partidos políticos y sistemas electorales (2004)
- Elecciones en América: Manual de datos (2005)
- Elecciones en Europa: Manual de datos (coescrito con Philip Stoever en 2010)